# Escudo de Piloña

El escudo del concejo asturiano de Piloña. De azur, dos caballeros contornados de plata sobre ondas de plata y azur, surmontados de una Cruz de la Victoria de oro y piedras preciosas. Rodeado por los flancos y el jefe por la leyenda en letras de plata “ADELANTE MI ESCUDERO QUE MI CABALLO PIE HALLA”. Al timbre, corona real española cerrada.
Representan el paso del río Piloña por el rey don Pelayo, cuando éste se dirigía hacia la batalla del año 721.
La primera versión del escudo fue aprobada por el Pleno del Ayuntamiento de Piloña el 26 de mayo de 2016.
Tras unas recomendaciones de la Real Academia de la Historia, el Pleno del Ayuntamiento de Piloña aprobó la versión definitiva el 25 de mayo de 2017.
Publicado oficialmente en el Boletín Oficial del Principado de Asturias el 21 de marzo de 2018.